# 황자후
황자후(黃子厚, 1363년 ~ 1440년)는 조선의 문신이다. 본관은 회덕(懷德). 자는 선양(善養)이다. 아들 황유(黃裕)는 태종(太宗)의 서녀 숙안옹주(淑安翁主)의 부마이다. 의약(醫藥)에 밝아 전의감(典醫監) 제조(提調)로 근무했으며, 벼슬은 중추원사(中樞院使)에 이르렀다. 시호는 혜의(惠懿)이다.

## 생애
충청도 회덕현(懷德縣) 사람이다. 음직(蔭職)으로 관직에 보임되어 여러 번 내직과 외임을 지냈다. 1413년(태종 13) 가을에 형조좌참의로 제수되어 그 해 겨울에 호패법(戶牌法)을 건의하여 마련하였다..
1414년(태종 14) 호조 참의로 전입되었다가 개성 유후사 부유후(開城留後司副留後)로 승진되었고, 1415년에 공안부윤(恭安府尹)이 되어 동전(銅錢)을 사용하는 법을 시행하도록 청하였다.
1416년 전의감제조로서 가짜 약재 구입사건에 연루되어 귀양갔다가 곧 풀려났다.
1421년(세종 3) 좌군총제(左軍摠制)로 임명되었으며, 정조사(正朝使)의 부사로 명나라에 다녀왔다.
.
1422년 충청도 관찰사가 되었을 때 환상곡 15만 1천여 석을 독단하여 발급하고 오히려 현존한 양으로 기록 회계(會計)한 것이 사헌부에서 적발되어 탄핵되었다.
1424년 사면(赦免)되어 나주 목사(羅州牧使)가 되었다. 1431년 한성부윤을 거쳐 1432년 자헌대부(資憲大夫)로 승진하여 중추원부사가 되었다. 아들 황유(黃裕)는 태종(太宗)의 서녀 숙안옹주(淑安翁主)의 부마가 되었다.
1437년 여름에 침구(針灸)를 전문으로 하는 업종(業種)을 둘 것을 건의하여 창설(創設)하였고, 가을에 중추원사(中樞院使)로 승진하였다.
의약(醫藥)에 밝아 항상 전의감(典醫監) 제조(提調)로 있었는데, 1438년 여름에 노병(老病)으로 인하여 벼슬에서 물러나기를 청하였고, 1440년 졸하니 나이 78세이다. 부음이 들리자 하룻 동안 조회를 정지하고, 조문(弔問)하고 부의(賻儀)를 내렸다. 시호(諡號)를 혜의(惠懿)라 하니, 백성을 사랑하고 주기를 좋아함이 혜(惠)이고, 온유(溫柔)하고 현선(賢善)함이 의(懿)이다.